# Blake Ritson
Blake Adam Ritson (Londra, 24 febbraio 1978) è un attore, doppiatore e regista britannico.

## Biografia

### Infanzia e formazione
Blake nasce il 24 febbraio 1978 a Londra e frequenta la Dolphin School di Reading, nel Berkshire, fino al 1993; continua i suoi studi grazie ad una borsa di studio alla St Paul's School, una scuola privata a West London. Completa la sua formazione al Jesus College di Cambridge dove si laurea nel 2000 in lettere e storia medievale italiana.
Durante i suoi studi recita sia a teatro in alcune produzioni dirette da Richard Eyre e Trevor Nunn al Royal National Theatre di Londra, (vestendo i panni di Paul Etheridge in White Chamaleon, di Fleance in Macbeth e di Augustus nell'Arcadia di Tom Stoppard) sia sul piccolo e grande schermo.

### Carriera

#### Attore e doppiatore
Ritson fa la sua prima apparizione televisiva nel 1996 in Breaking the Code - interpretando Christopher Morcom - e in Different for Girls nel ruolo di Young Prentice; continua poi ad avere altri ruoli minori, comparendo anche in Titus (1999) insieme ad Anthony Hopkins e Jessica Lange.
Sono numerose le apparizioni in produzioni televisive e cinematografiche anche negli anni successivi alla laurea: è principalmente conosciuto negli ultimi periodi per aver interpretato nel 2007 Edmund Bertram nell'adattamento televisivo della ITV di Mansfield Park, Re Edoardo III nella miniserie Mondo senza fine (2012), il Duca di Kent in Upstairs Downstairs (2010-2012) e nel 2009 per aver recitato nella miniserie Emma nei panni di Mr Elton; recita inoltre nella parte di Giles Vicary nella serie della BBC Red Cap, in quella di Robert Presley in A Touch of Frost e in quelle di Justin in The League of Gentlemen e di Idek in God on Trial; compare inoltre in For Elsie, un cortometraggio - vincitore di un Premio Oscar - che Ritson ha anche co-prodotto. Nel 2012 interpreta Johnson nel film A Royal Weekend e dal 2013 al 2015 è Girolamo Riario, il principale antagonista della serie Da Vinci's Demons. Dal 2018 al 2019 è nel cast principale di Krypton interpretando Brainiac. Dal 2022 veste i panni di Oscar van Rhijn nella serie di HBO The Gilded Age. Nel 2025 è il barone Danglars nella miniserie Il conte di Montecristo.
Ha prestato la sua voce a diversi personaggi in trasmissioni radio - principalmente della BBC - e in film e videogiochi come Harry Potter e il calice di fuoco, Killzone: Liberation, Dragon Quest VIII, Final Fantasy XIV, Dark Souls e Dark Souls II.

#### Regista
Ritson scrive e dirige insieme al fratello maggiore Dylan Ritson e il loro cortometraggio del 2009 Love Hate, che vede come protagonisti Ben Whishaw e Hayley Atwell, è stato presentato in numerosi festival cinematografici tra cui: Edinburgh International Film Festival, Palm Springs Film Festival, Edinburgh International Film Festival, Berkshire International Film Festival e London BFI Film Festival, vincendo il Premio della Giuria al Palm Springs International Shortsfest e quello per il Miglior Cortometraggio Internazionale al Cinema St. Louis Film Festival e ricevendo inoltre recensioni decisamente positive dalla rivista cinematografica britannica Empire.
Il primo cortometraggio diretto dai fratelli Ritson fu Out of Time nel 2004, con protagonisti Mark Heap e Raquel Cassidy; il film fu presentato al Minimalen e al Berlin Film Festival oltre che ai festival cinematografici di Londra, San Paolo e Dresda e vinse il Global Audience Award al CON-CAN Movie Festival. Il loro secondo corto, More More More del 2007, con protagonista Mark Gatiss, è stato uno dei partecipanti al Turner Classic Movies Competition, mentre del terzo film, Love Hate', si è già parlato in precedenza. Dopo il successo di quest'ultimo, i fratelli Ritson hanno girato un nuovo cortometraggio nel 2010, intitolato Good Boy, che vede la partecipazione di Jessica Hynes, Reece Shearsmith, Nicholas Burns, Joanna Page e della compagna di Blake, Hattie Morahan.
I due fratelli vennero scelti nel 2009 per apparire sulla copertina di "Stars of Tomorrow 2009" del magazine Screen International.

## Vita privata
Ritson è fidanzato con l'attrice Hattie Morahan, che ha conosciuto all'Università di Cambridge. Hanno una figlia, Amity, nata nell'agosto 2016 e un figlio nato nel 2020, e vivono a Londra.

## Filmografia

### Cinema
- Le donne non sono tutte uguali (Different for Girls), regia di Richard Spence (1996)
- Hilary and Jackie, regia di Anand Tucker (1998)
- Titus, regia di Julie Taymor (1999)
- Me Without You, regia di Sandra Goldbacher (2001)
- AKA, regia di Duncan Roy (2002)
- The Box, regia di Toru Tokikawa - cortometraggio (2002)
- The Cicerones, regia di Jeremy Dyson - cortometraggio (2002)
- RocknRolla, regia di Guy Ritchie (2008)
- Dead Man Running, regia di Alex De Rakoff (2009)
- Love Hate, regia di Blake Ritson e Dylan Ritson - cortometraggio (2009)
- For Elsie, regia di David Winstone - cortometraggio (2011)
- A Royal Weekend (Hyde Park on Hudson), regia di Roger Michell (2012)
- Una folle passione (Serena), regia di Susanne Bier (2014)
- Come ti ammazzo il bodyguard 2 - La moglie del sicario (Hitman's Wife's Bodyguard), regia di Patrick Hughes (2021)

### Televisione
- No Bananas – miniserie TV, 1 puntata (1996)
- Breaking the Code, regia di Herbert Wise – film TV (1996)
- Knight School – serie TV, episodi 1x01-2x01 (1997-1998)
- Shooting the Past, regia di Stephen Poliakoff – film TV (1999)
- The League of Gentlemen – serie TV, episodi 2x02-2x05 (2000)
- London's Burning – serie TV, episodi 13x09-13x10 (2001)
- Urban Gothic – serie TV, episodio 2x07 (2001)
- Red Cap, regia di David Richards – film TV (2001)
- Adventure Inc. – serie TV, episodio 1x12 (2003)
- Red Cap – serie TV, 12 episodi (2003-2004)
- If... – serie TV, episodio 2x06 (2005)
- Strauss: The Waltz King, regia di Rupert Edwards – film TV (2005)
- Metropolitan Police (The Bill) – serie TV, episodio 21x101 (2005)
- Casualty – serie TV, episodio 20x26 (2006)
- The Inspector Lynley Mysteries – serie TV, episodio 5x03 (2006)
- A Touch of Frost – serie TV, episodio 13x01 (2006)
- Mansfield Park, regia di Iain B. MacDonald – film TV (2007)
- The Commander: The Devil You Know, regia di Ashley Pearce – film TV (2007)
- God on Trial, regia di Andy De Emmony – film TV (2008)
- Emma, regia di Jim O'Hanlon – miniserie TV (2009)
- The Crimson Petal and the White, regia di Marc Munden – miniserie TV, 3 puntate (2011)
- The Romantics, regia di Sam Hobkinson – miniserie TV, puntata 3 (2011)
- Garrow's Law – serie TV, episodio 3x04 (2011)
- Upstairs Downstairs – serie TV, 8 episodi (2010-2012)
- Mondo senza fine (World Without End), regia di Michael Caton-Jones – miniserie TV (2012)
- Da Vinci's Demons – serie TV, 26 episodi (2013-2015)
- Le avventure di Hooten & the Lady (Hooten & the Lady) – serie TV, episodio 1x03 (2016)
- Indian Summers – serie TV, 10 episodi (2016)
- Krypton – serie TV, 18 episodi (2018-2019)
- The Crown – serie TV, 4 episodi (2022-2023)
- The Gilded Age – serie TV (2022-in corso)
- Interview with the Vampire – serie TV, episodio 2x01 (2024)
- Il conte di Montecristo (The Count of Monte Cristo), regia di Bille August – miniserie TV, 7 puntate (2025)

### Regista
- Out of Time - cortometraggio (2004)
- More More More - cortometraggio (2007)
- Love Hate - cortometraggio (2009)
- Good Boy - cortometraggio (2010)

### Doppiatore
- Dragon Quest VIII: L'odissea del re maledetto (Dragon Quest VIII: Journey of the Cursed King) – videogioco (2005)
- Harry Potter e il calice di fuoco (Harry Potter and the Goblet of Fire) – videogioco (2005)
- Killzone: Liberation – videogioco (2006)
- Dark Souls – videogioco (2011)
- Xenoblade Chronicles – videogioco (2012)
- The Last Story – videogioco (2012)
- Dark Souls II – videogioco (2014)
- Dragon Age: Inquisition – videogioco (2014)
- The Order: 1886 – videogioco (2015)
- Final Fantasy XIV: Heavensward – videogioco (2015)
- Dark Souls III – videogioco (2016)
- Dragon Quest Heroes II – videogioco (2016)
- Xenoblade Chronicles 3 – videogioco (2022)

## Teatro
- White Chameleon, regia di Richard Eyre. Royal National Theatre di Londra (1994)
- Macbeth, di William Shakespeare, regia di Richard Eyre. Royal National Theatre di Londra (1995)
- Arcadia, di Tom Stoppard, regia di Trevor Nunn. Royal National Theatre di Londra (1996)
- In Praise Of Love, di Terence Rattigan, regia di Deborah Bruce. Theatre Royal di Bath (2003)
- Happytime Park, regia di Dylan Ritson. Riverside Studios (2004)
- Arcadia, di Tom Stoppard, regia di Rachel Kavanaugh. Old Vic di Bristol (2005)
- Love Is Blind Reading, regia di Nathalie Abrahami. Royal Court Theatre di Londra
- Violet Reading, regia di Indu Rubasingham. Royal Court Theatre di Londra
- Rope, di Patrick Hamilton, regia di Roger Michell. Almeida Theatre di London Borough of Islington (2010)

## Riconoscimenti
- 2009 – St. Louis International Film Festival
  - Miglior cortometraggio internazionale per Love Hate
- 2012 – Royal Television Society
  - Student Television Award per For Elsie
- 2012 – Student Academy Awards
  - Miglior cortometraggio straniero per For Elsie
- 2024 – Screen Actors Guild Award[9]
  - Candidatura al miglior cast in una serie drammatica

## Doppiatori italiani
Nelle versioni in italiano delle opere in cui ha recitato, Blake Ritson è stato doppiato da:
- Emiliano Coltorti in Mondo senza fine, Da Vinci's Demons, The Gilded Age, Il conte di Montecristo
- Alessandro Zurla in Come ti ammazzo il bodyguard 2 - La moglie del sicario
- Andrea Moretti in Una folle passione
- Massimiliano Plinio in Krypton
- Mario Cei in The Crown (st. 5)
- Francesco Mei in The Crown (st. 6)

Da doppiatore è stato sostituito da:
- Paolo De Santis in Harry Potter e il calice di fuoco
- Oliviero Corbetta in Killzone: Liberation